# Nazionale femminile di calcio della Romania
La nazionale di calcio femminile della Romania (in romeno Echipa națională de fotbal feminin a României) è la rappresentativa calcistica femminile internazionale della Romania, gestita dalla locale federazione calcistica (FRF).
In base alla classifica emessa dalla FIFA il 15 marzo 2024, la nazionale femminile occupa il 45º posto del FIFA/Coca-Cola Women's World Ranking.
Come membro dell'UEFA partecipa a vari tornei di calcio internazionali, come al Campionato mondiale FIFA, Campionato europeo UEFA, ai Giochi olimpici estivi e ai tornei a invito come l'Algarve Cup o la Cyprus Cup.

## Storia

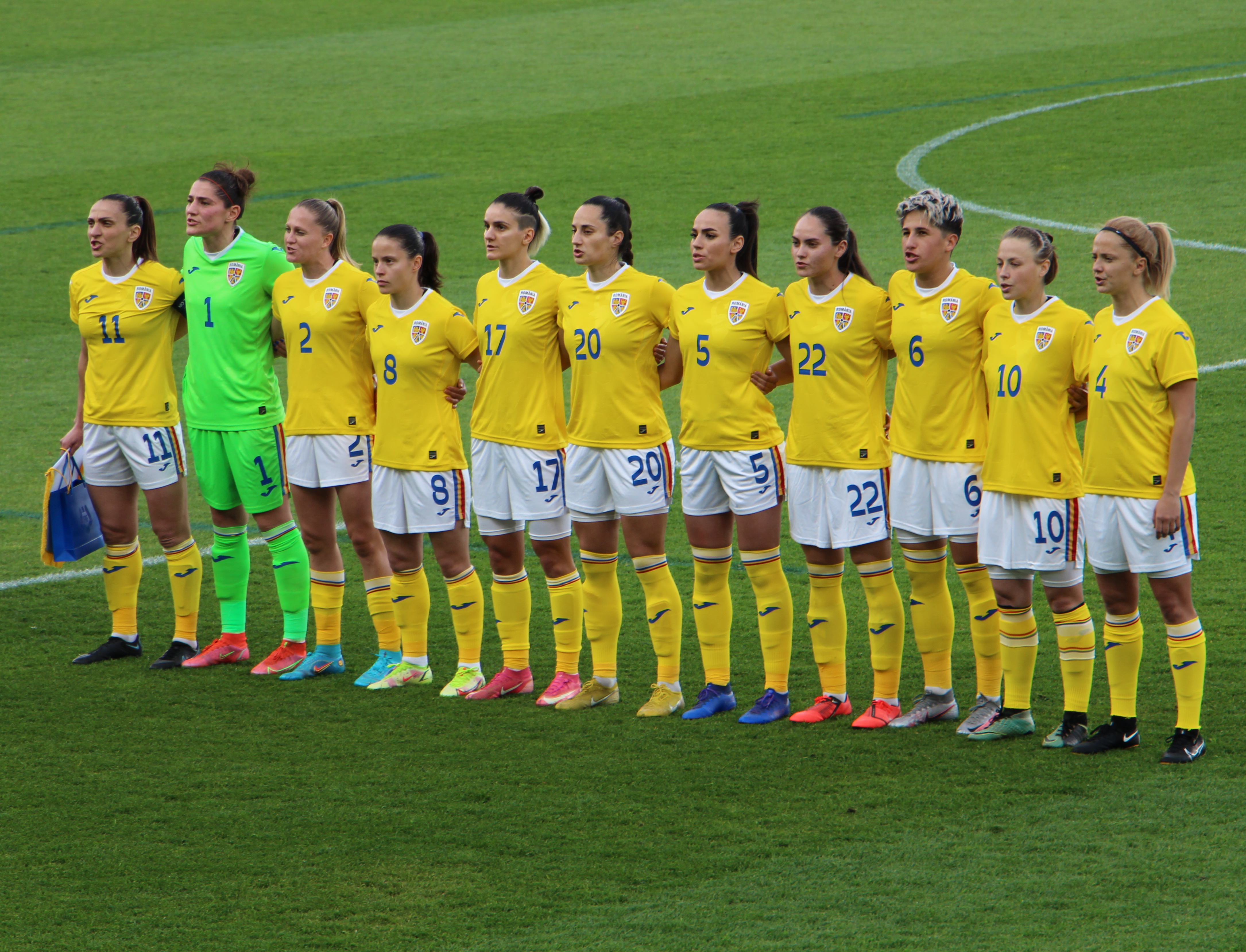
Nazionale di calcio femminile della Romania

La nazionale rumena venne istituita nel 1990, anno nel quale venne anche creato il campionato nazionale. Nel 1991 prese parte alle qualificazioni al campionato europeo 1993, primo manifestazione internazionale ufficiale alla quale prendeva parte. Nel corso delle qualificazioni al campionato europeo 1997 arrivarono due sconfitte per 8-0 nel giro di una settimana, prima contro la Danimarca e poi contro la Svezia; perdendo i successivi play-off contro l'Ucraina, la Romania venne retrocessa nella Classe B per le successive qualificazioni. Nelle qualificazioni al campionato europeo 2001 la Romania vinse il proprio girone in Classe B, accedendo ai play-off per l'accesso alla Classe A, ma dopo una sconfitta per 8-0 contro l'Islanda nel ritorno dei play-off le rumene rimasero in Classe B. Con la successiva abolizione delle classi di qualificazioni, la Romania prese parte ai tornei di qualificazione sia al campionato mondiale sia al campionato europeo, senza ottenere risultati di rilievo.
Nelle qualificazioni al campionato europeo 2017 la nazionale rumena concluse al secondo posto il gruppo 3 alle spalle della Francia e, risultando tra le due peggiori seconde classificate, venne ammessa al play-off contro il Portogallo per decretare l'ultimo accesso alla fase finale. Lo spareggio vide entrambe le partite concludersi in parità: la gara di andata in Portogallo terminò sullo 0-0, mentre la gara di ritorno in Romania si concluse sull'1-1 dopo i tempi supplementari e le lusitane passarono il turno grazie alla regola dei gol fuori casa. Il 27 febbraio 2019 la Romania vinse per 13-0 un'amichevole contro il Turkmenistan, segnando il proprio record di vittoria col maggior scarto di reti.

## Partecipazione ai tornei internazionali
Legenda: Grassetto: Risultato migliore, Corsivo: Mancate partecipazioni

## Rosa
Lista delle 23 calciatrici convocate dal selezionatore Cristian Dulca per le gare del 2 settembre 2022 contro la Lituania a Vilnius e del 6 settembre 2022 contro l'Italia a Ferrara, valide per le qualificazioni al campionato mondiale 2023. Numerazione maglie come da sito UEFA.
| N. | Pos. | Giocatore             | Data nascita (età) | Pres. | Reti | Squadra               |  |
| -- | ---- | --------------------- | ------------------ | ----- | ---- | --------------------- |  |
| 23 | P    | Lavinia Boandă        | 8 marzo 1994       |       |      | ÍBV Vestmannæyja      |  |
| 12 | P    | Camelia Ceasar        | 13 dicembre 1997   |       |      | Roma                  |  |
| 1  | P    | Andreea Părăluță      | 27 novembre 1994   |       |      | Levante               |  |
|    |      |                       |                    |       |      |                       |  |
| 17 | D    | Claudia Bistrian      | 31 agosto 1996     |       |      | La Solana             |  |
| 6  | D    | Maria Ficzay          | 8 novembre 1991    |       |      | Fortuna Hjørring      |  |
| 13 | D    | Erika Geréd           | 28 aprile 1999     |       |      | Diósgyőr              |  |
| 15 | D    | Brigitta Goder        | 6 maggio 1992      |       |      | Haladás-Viktória      |  |
| 5  | D    | Teodora Meluţă        | 3 agosto 1999      |       |      | Politehnica Timișoara |  |
| 2  | D    | Olivia Oprea          | 19 marzo 1987      |       |      | Alhama                |  |
| 16 | D    | Bianca Sandu          | 22 aprile 1992     |       |      | Carmen Bucarest       |  |
| 3  | D    | Alexandra Tunoaia     | 12 aprile 2000     |       |      | ChievoVerona FM       |  |
|    |      |                       |                    |       |      |                       |  |
| 19 | C    | Beata Ambrus          | 30 giugno 1998     |       |      | Žytlobud-2 Charkiv    |  |
| 4  | C    | Ioana Bortan          | 23 gennaio 1989    |       |      | U Olimpia Cluj        |  |
| 10 | C    | Mihaela Ciolacu       | 12 agosto 1998     |       |      | U Olimpia Cluj        |  |
|    | C    | Andrea Herczeg        | 13 settembre 1994  |       |      | Győri ETO             |  |
| 8  | C    | Ștefania Vătafu       | 12 giugno 1993     |       |      | Anderlecht            |  |
| 7  | C    | Ana Maria Vlădulescu  | 4 marzo 2001       |       |      | Haladás-Viktória      |  |
|    |      |                       |                    |       |      |                       |  |
| 18 | A    | Mara Bâtea            | 12 aprile 1995     |       |      | U Olimpia Cluj        |  |
| 20 | A    | Cristina Carp         | 28 luglio 1997     |       |      | Young Boys            |  |
| 21 | A    | Bianca Ienovan        | 23 agosto 2002     | 0     | 0    | Politehnica Timișoara |  |
| 22 | A    | Carmen Marcu          | 30 agosto 2001     |       |      | U Olimpia Cluj        |  |
| 11 | A    | Florentina Olar-Spânu | 6 agosto 1985      |       |      | Fortuna Hjørring      |  |
| 9  | A    | Laura Rus             | 1º ottobre 1987    |       |      | Lok. Stara Zagora     |  |